# Georges Fournier
Pour les articles homonymes, voir Georges Fournier (homonymie) et Fournier.

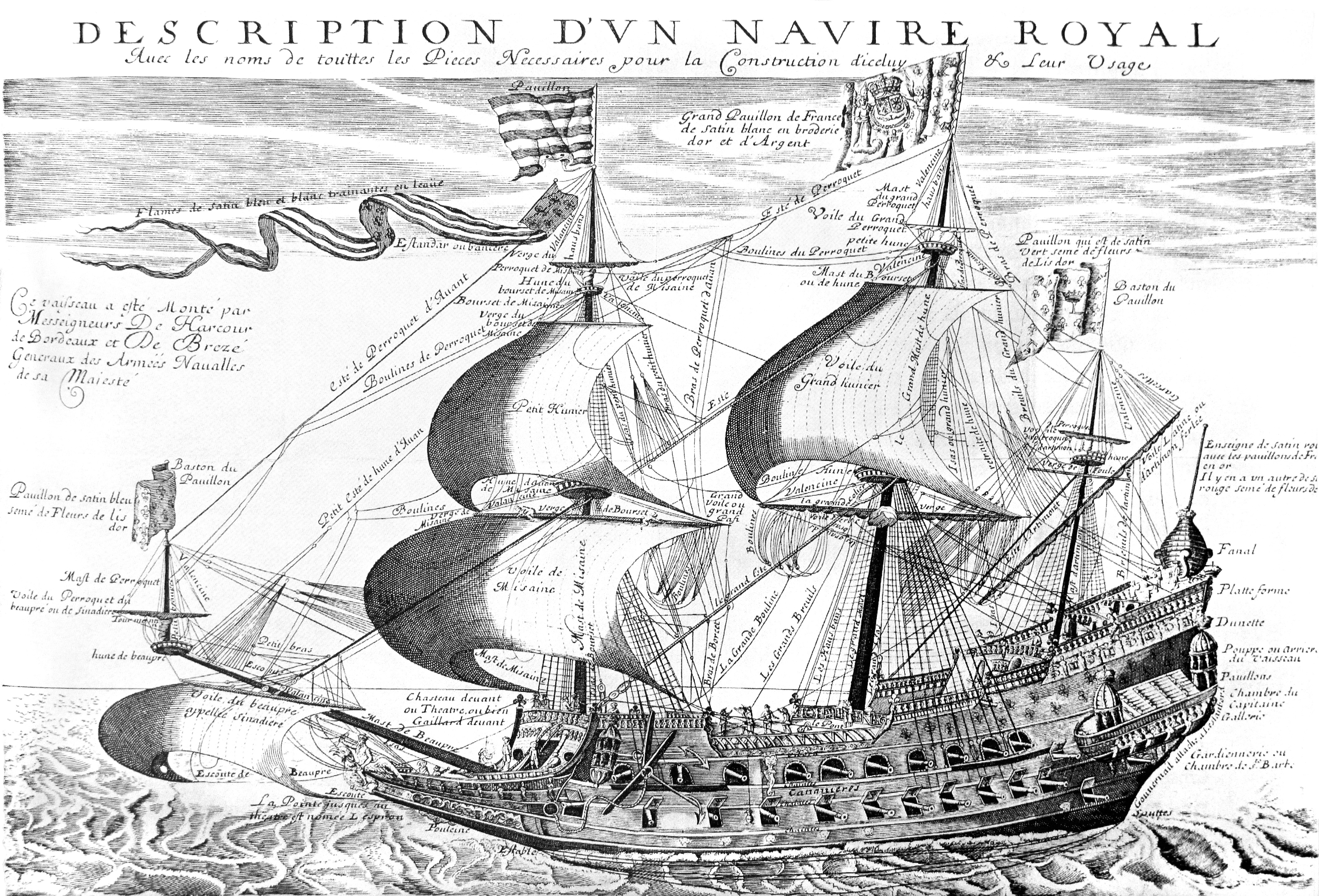
La. Frontispice de lHydrographie, œuvre majeure de Georges Fournier, parue en 1643 et plusieurs fois rééditée jusqu'au XXe siècle.

Georges Fournier, né le 31 août 1595 à Caen (France) et mort le 13 avril 1652 au collège de La Flèche (Sarthe, France), est un prêtre jésuite français, géographe, hydrographe et mathématicien de renom, auteur de nombreuses publications scientifiques dont la première encyclopédie maritime française. Ayant navigué plusieurs années en suivant les opérations militaires de son protecteur Henri de Sourdis, il était aussi aumônier de la Marine.

## Un maître jésuite au collège et à la mer
Né à Caen en 1595, Georges Fournier est le fils d’un professeur de droit à l’université. Géographe et mathématicien, il entre à 24 ans chez les Jésuites de Tournai et y professe les belles-lettres puis les mathématiques. Revenu à Caen, il y devient préfet des études au collège puis maître des mathématiques à La Flèche de 1629 à 1633. 
En 1633, il passe au service de l’archevêque de Bordeaux, Henri de Sourdis et devient aumônier de la marine royale. À partir de 1636, il embarque sous les ordres de Sourdis lorsque celui-ci est chargé par Richelieu de mener la guerre navale contre l’Espagne. C’est ainsi qu’il participe aux opérations sur la côte atlantique (Fontarrabie, 1638) et méditerranéenne (Rosas, Tarragone, 1640-1641). Ces cinq années de présence régulière à la mer lui permettent d'acquérir de vastes connaissances en navigation. 
En 1641, son maître est disgracié par Richelieu. Il rentre à La Flèche et met à profit son repos forcé pour se consacrer à ses travaux scientifiques et à ses publications. C’est dans cette ville qu’il meurt le 13 avril 1652, après avoir été par ailleurs l’un des professeurs du mathématicien et philosophe René Descartes.

## D'importantes publications scientifiques
En 1642, il fait paraitre des Commentaires géographiques. L’année suivante il publie à Paris l’ouvrage qui va lui valoir l’essentiel de sa célébrité : l’Hydrographie contenant la théorie et la pratique de toutes les parties de la navigation. Résolument scientifique, c’est la première encyclopédie maritime française. Dédiée à Louis XIII, elle est maintes fois rééditée (1667, 1679, 1973). Géographe, astronome, hydrographe, mathématicien, Fournier s’intéresse à tout : aux vents et marées, aux ports, à la pêche, au commerce maritime, à la construction navale, à la conduite des officiers et à l’art de commander. L’Hydrographie est donc une source de premier ordre pour l’histoire de la marine pendant la première moitié du XVIIe siècle, ce qui explique la « magnifique réédition » de cet ouvrage en 1973 (Étienne Taillemite).
Georges Fournier publie aussi en 1643 un Traité de la sphère et en 1644 un Traité de géométrie. On lui doit encore une Description des rivages (en deux tomes, en 1648 et 1651), un ouvrage sur la Dévotion des gens de mer et un Traité des fortifications ou Architecture militaire (publié à Paris en 1649). Ce dernier est traduit en hollandais, espagnol et allemand. Ses travaux de géométrie euclidienne (Paris, 1644 et 1654) sont de même traduits en Angleterre et donnent lieu à trois éditions successives. En 1656, parait à titre posthume son Asiae nova descriptio (Nouvelle description de l’Asie). L’ouvrage a été réalisé en collaboration avec plusieurs missionnaires, preuve que Fournier, jésuite embarqué, n’est pas seulement un homme de cabinet, mais un « authentique savant, inscrit au cœur, voire à la tête d’un véritable réseau d’informateurs » (Michel Vergé-Franceschi).

## Œuvres
- Georges Fournier, Hydrographie contenant la théorie et la practique de toutes les parties de la navigation, Paris, Michel Soly, 1643, 931 p. (lire en ligne)
- Georges Fournier, Traité des fortifications, ou Architecture militaire tirée des places les plus estimées de ce temps..., Paris, J. Hénault, 1654, 416 p. (lire en ligne)